# جوناثان ريكيتس
جوناثان ريكيتس (بالإنجليزية: Jonathan Ricketts) هو لاعب كرة قدم أمريكي، ولد في 20 نوفمبر 1997 في تشاتانوغا في الولايات المتحدة.

## وصلات خارجية
- جوناثان ريكيتس على موقع قاعدة بيانات كرة القدم.إي يو (الإنجليزية)
- جوناثان ريكيتس على موقع Soccerway.com (الإنجليزية)